# Wanchalearm Satsaksit
Wanchalearm Satsaksit (en tailandés: วันเฉลิม สัตย์ศักดิ์สิทธิ์, RTGS: Wanchaloem Satsaksit; 11 de agosto de 1982) es un activista prodemocrático y exiliado político tailandés. Fue un activista de los derechos humanos en Tailandia y de la protección del VIH en varios países. Wanchalearm es un presunto delincuente de lesa majestad según un informe publicado en 2015, en el que se afirmaba que se había refugiado en Laos.
Wanchalearm fue secuestrado por hombres armados frente a su casa en Phnom Penh el 4 de junio de 2020. Después de que Prachatai publicara la noticia y las imágenes del circuito cerrado de televisión, los internautas tailandeses y varios tailandeses instaron al gobierno tailandés y camboyano a tomar medidas sobre su desaparición.

## Biografía
Wanchalearm nació en la provincia de Ubon Ratchathani y se licenció en la Facultad de Ciencias Políticas de la Universidad Ramkhamhaeng. Fue coordinador del Centro de Actividades Juveniles para la Comunidad y la Sociedad (Y-act), y fue miembro del Instituto de Jóvenes Pheu Thai del Partido Pheu Thai. Durante la crisis política tailandesa de 2013-2014, fue nombrado por el entonces vice primer ministro Chalerm Yubamrung como personal de relaciones públicas.
Tras el golpe de Estado de 2014, fue acusado por no comparecer tras una citación de la junta militar. En 2015 se le acusó de lesa majestad. Más recientemente, en 2018, fue acusado por una publicación en Facebook en la que criticaba a Prayut Chan-o-cha, el primer ministro y líder de la junta.

## Secuestro
Prachathai, un periódico en línea sin ánimo de lucro de Tailandia, informó de que Wanchalearm fue secuestrado frente a su condominio en Phnom Penh, Camboya, el 4 de junio de 2020 a las 17:54  ICT. Un guardia de seguridad intentó ayudarle pero fue disuadido por los asaltantes armados. Wanchalearm estaba hablando por teléfono cuando fue secuestrado y pronunció las palabras "¡Ay! No puedo respirar" antes de que le cortaran la línea.
En un principio, la policía camboyana se negó a investigar el incidente y afirmó no saber nada de él, tachando el suceso de "noticia falsa".

### Activismo
La mayoría de los comentaristas pensaron que se trataba de un caso de desaparición forzada cometido por el gobierno tailandés o camboyano, dado que Wanchalearm había sido muy crítico con el primer ministro Prayut en su página de Facebook desde el golpe de Estado tailandés de 2014
La preocupación pública ha aumentado desde la desaparición. El Comité de Derechos Humanos de las Naciones Unidas dijo a la BBC que estaba siguiendo el caso y que intentaba forzar una investigación. Human Rights Watch y Amnistía Internacional exigieron al gobierno camboyano que investigara la desaparición de Wanchalearm. El 9 de junio, las autoridades camboyanas finalmente cedieron y anunciaron que investigarían la desaparición. Otro grupo que ha manifestado su preocupación por el asunto es The Mirror Foundation, y varias asociaciones de estudiantes han hecho anuncios pidiendo que los gobiernos tomen medidas.
El 11 de junio de 2020, el Grupo de Trabajo de la ONU sobre Desapariciones Forzadas o Involuntarias presentó una petición al gobierno de Camboya para que tomara medidas urgentes sobre el caso. La petición se presentó de acuerdo con la Convención Internacional para la Protección de Todas las Personas contra las Desapariciones Forzadas, convención ratificada por Camboya. El comité solicitó que Camboya, como actor estatal, presentara una lista de las medidas adoptadas en el caso antes del 24 de junio de 2020.
El 11 de agosto de 2020, la familia de Wanchalearm y Amnistía Internacional Tailandia visitaron la embajada de Camboya en Bangkok y solicitaron una reunión con el embajador de Camboya en Tailandia, para obtener un informe sobre los progresos realizados.

### Reacción de gobierno tailandés
Treinta agentes uniformados y encubiertos detuvieron a cuatro estudiantes universitarios tailandeses en el Monumento a la Democracia el 9 de junio de 2020. Los estudiantes, que protestaban por el secuestro de Wanchalearm, estaban atando lazos blancos en lugares públicos de Bangkok para pedir justicia en el caso. Los estudiantes fueron acusados de violar el artículo 12 de la Ley de Mantenimiento de la Limpieza y el Orden del País de 1992, que establece que "nadie podrá raspar, picar, rayar, escribir, pintar con spray o hacer aparecer por cualquier medio" mensajes en lugares públicos. Los infractores pueden ser multados con hasta 5.000 baht. También se les citó por no presentar la identificación que exige la Ley del Documento Nacional de Identidad de 1983. Detenidos frente al Ministerio de Defensa por 10 soldados, los activistas fueron informados de que su campaña estaba prohibida por ser "simbólica". El Bangkok Post se preguntó inmediatamente: "...por qué la policía tuvo que reprimir la actividad simbólica, ya que no causaba daños a la propiedad pública y era poco probable que causara problemas entre el público en general...". Parece un precio desproporcionado para mantener la limpieza en la ciudad, especialmente si el resultado es un mayor escrutinio público de los intentos del gobierno por reprimir la libertad de expresión".
El Ministro de Asuntos Exteriores tailandés, Don Pramudwinai, declaró el 10 de junio que Wanchalearm no tenía estatus de refugiado político, por lo que Tailandia no podía hacer nada más que esperar a que Camboya terminara su investigación. Dijo que Tailandia sólo podía pedir a Camboya que siguiera el caso. "No podemos especular sobre su paradero hasta que recibamos una respuesta [de Camboya]", dijo el ministro.